# Peter Sleebos
Peter Sleebos (Malang (Indonesië), 5 augustus 1949) is een Nederlands voorganger en bestuurder uit de pinksterbeweging.

## Levensloop
Sleebos werd geboren in Indonesië. Zijn ouders waren lid van een pinkstergemeente. Het gezin van zes kinderen repatrieerde in 1950 naar Nederland. Aanvankelijk woonden zijn in een barakkenkamp in Zeeland, later kwamen zij in Alkmaar terecht. Op een kamp van de Pinkster Jeugd Beweging leerde hij zijn vrouw Corrie Alblas kennen. In 1967 studeerden zij beiden aan de Centrale Pinkster Bijbelschool, die net haar deuren opende.
Sleebos volgde in 1997 Herman van Ameron op als voorzitter van het Broederschap van Pinkstergemeenten. Het Broederschap fuseerde in 2002 met de Volle Evangelie Gemeenten Nederland. Sleebos was vervolgens tot 2017 voorzitter van de nieuw ontstane Verenigde Pinkster- en Evangeliegemeenten (VPE) sinds haar ontstaan in 2002 tot 2017. Met destijds 26.000 leden is dit het grootste kerkgenootschap van pinkstergemeenten in Nederland. Sinds 2014 gaf hij tijdelijk leiding aan een pinkstergemeente in Zutphen. In juni 2016 kondigde Sleebos aan terug te gaan treden als voorzitter van de VPE. Zijn beoogd opvolger was Daniël Renger. Veel VPE-leden zagen het niet in Renger zitten, daarom werd uiteindelijk gekozen voor Machiel Jonker.
Voorafgaand aan zijn VPE-voorzitterschap was Sleebos voorzitter van het Broederschap van Pinkstergemeenten, een van de voorlopers van de VPE. Daarnaast was hij voorzitter van het Landelijk Platform van de Pinksterbeweging. In het verleden was hij vicevoorzitter van de Evangelische Omroep en gastdocent op Azusa theologische hogeschool. Eerder was hij onder andere werkzaam als voorganger van een pinkstergemeente in Alkmaar (van 1987 tot 1995), en zendeling in Indonesië.

## Persoonlijk
Sleebos heeft samen met zijn vrouw Corrie drie kinderen. In april 2018 werd Sleebos onderscheiden als Ridder in de Orde van Oranje Nassau.